# (39335) Caccin
(39335) Caccin es un asteroide perteneciente al cinturón de asteroides, descubierto el 10 de enero de 2002 por el equipo del Campo Imperatore Near-Earth Object Survey desde el Observatorio de Campo Imperatore, L'Aquila (Abruzzo), Italia.

## Designación y nombre
Designado provisionalmente como 2002 AR12. El nombre del asteroide está dedicado al astrofísico italiano Bruno Caccin (n. 1944) quien trabajó en el Observatorio Capodimonte de Nápoles durante 15 años. En 1986 se convirtió en profesor de astronomía en la Universidad de Roma Tor Vergata. Sus principales logros científicos se centran en el transporte radiativo en el Sol y en varios tipos de estrellas, especialmente cefeidas.

## Características orbitales
Caccin está situado a una distancia media del Sol de 2,794 ua, pudiendo alejarse hasta 3,252 ua y acercarse hasta 2,337 ua. Su excentricidad es 0,164 y la inclinación orbital 0,808 grados. Emplea 1706,20 días en completar una órbita alrededor del Sol.
Los próximos acercamientos a la órbita de Júpiter ocurrirán el 23 de octubre de 2046, el 30 de agosto de 2069 y el 10 de marzo de 2131.

## Características físicas
La magnitud absoluta de Caccin es 15,45.